# 土場駅

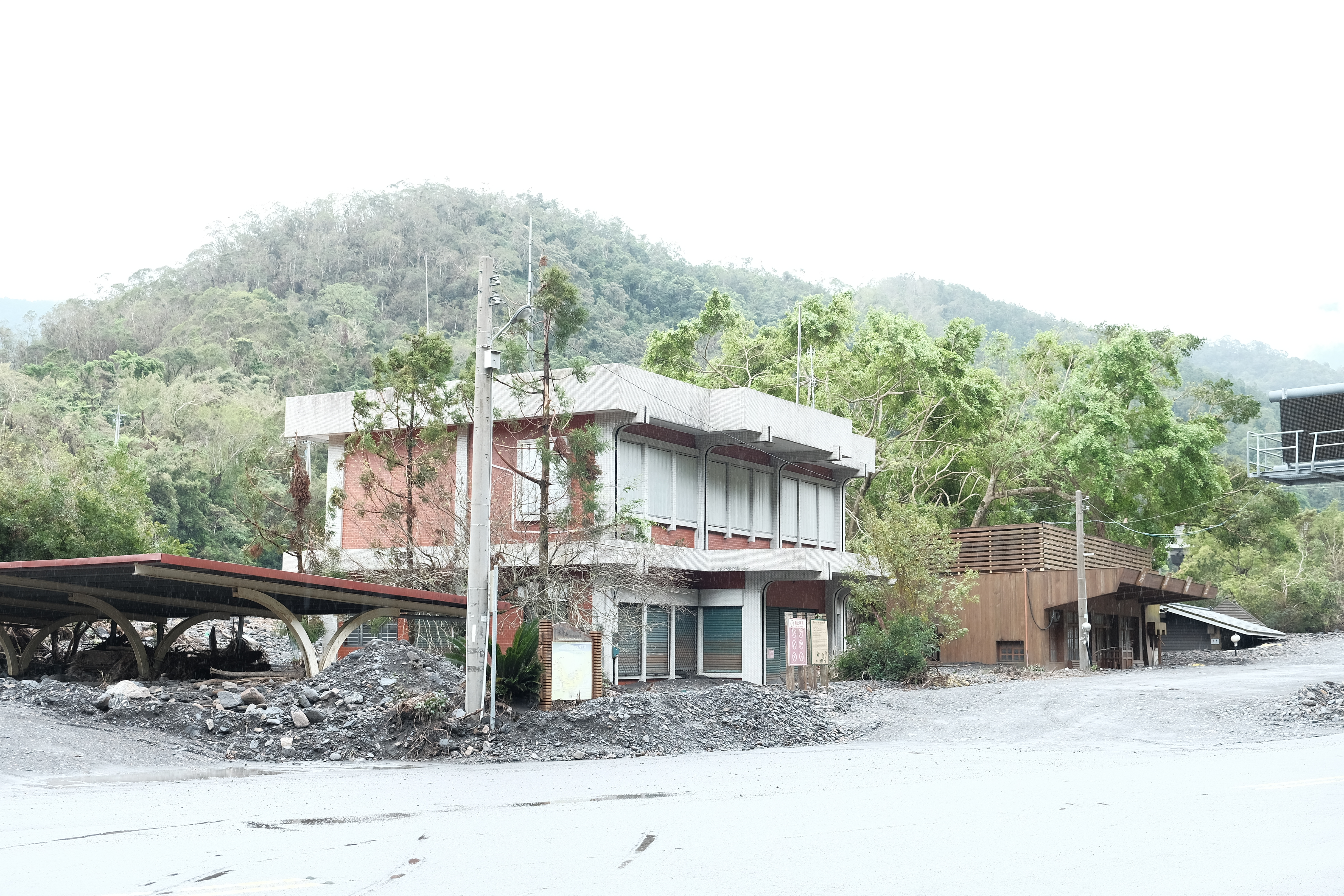
台風ソウデロアによる土石流で被災（2015年）

土場駅（どばえき）は台湾宜蘭県大同郷にかつてあった林務局太平山森林鉄路仁澤線および羅東森林鉄路（太平山森林鉄路羅東線）の駅。土場は林業用語で木材の集積場を意味し、太平山から下ろされた木材の中継地だったことから命名された。廃止後も駅舎は残っていて、「林鉄土場車站歴史展示館」という施設になっている。営業当時の列車も駅舎近辺に展示されている。

## 沿革
- 1919年（大正8年）台湾電気興業が土場 - 天送埤間を起工[2]。
- 1921年（大正10年） - 天送埤以西が開通[3][4]。
- 1924年（大正13年）1月27日 - 竹林まで延伸し全線開業[2]。
- 1926年（大正15年）5月18日 - 旅客扱いを開始[3]。
- 1925年（大正14年）太平山林場からの索道での輸送開始（太平山森林鉄路開業）[4]
- 1926年（大正15年）5月27日 - 羅東線で旅客扱い開始に伴い駅を設置[4]。
- 1978年 - 当駅から天送埤駅間が台風により不通、事実上この区間が廃止となる[4]。
- 1979年8月1日 - 復旧することなく正式に全線廃止[4]。

## 駅周辺
- 土場渓
- 宜蘭県警察局（中国語版）三星分局土場派出所跡
- 蘭陽渓

## バス
最寄りの停留所は《土場》
| 系統 | 管轄     | 事業者   | 区間                          | 備考 |
| ---- | -------- | -------- | ----------------------------- | ---- |
| 1750 | 公路客運 | 国光客運 | 宜蘭転運站（宜蘭駅） - 太平山 |      |

## 関連
- 太平山林場（中国語版）
- 台湾の鉄道駅一覧

## 隣の駅
林務局
羅東森林鉄路（羅東線）
楽水駅 - 土場駅
太平山森林鉄路（仁澤線）
土場駅 - 仁澤駅